# Pile
Pile és el barri principal de la ciutat de Dubrovnik (Croàcia), a l'oest de la ciutat vella (Grad). S'estén cap a l'oest fins a Gruž, l'antiga Gravosa. Aquests tres barris i el de Ploče formen el nucli bàsic de la ciutat de Dubrovnik. Molts dels serveis principals són en aquest barri, des del qual s'accedeix a la zona emmurallada a través de la Porta de Pile. Entre altres atractius, compta amb la fortalesa de Lovrijenac, l'Hotel Imperial de la cadena Hilton, el parc de Gradac i les platges de Danče i Boninovo.

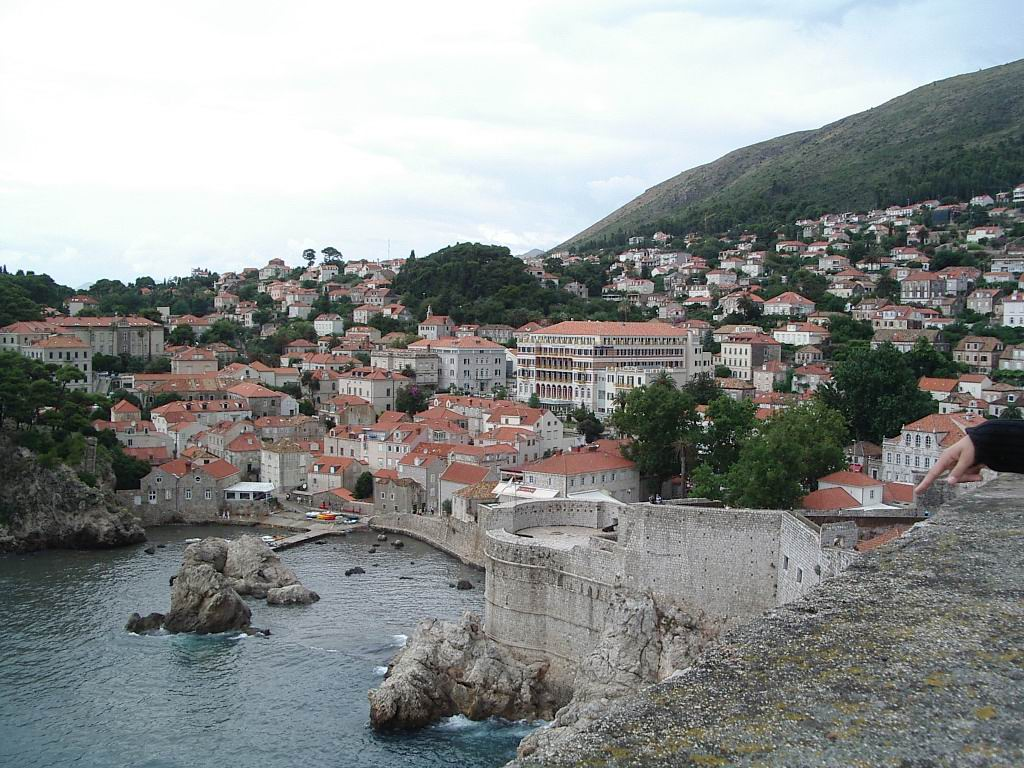
Pile